# Club Deportivo Huachipato
El Club Deportivo Huachipato es un club de fútbol de Chile radicado en la ciudad de Talcahuano de la Región del Biobío. Actualmente juega en la Liga de Primera de Chile.
Fue fundado el 7 de junio de 1947 por la compañía chilena siderúrgica Huachipato, que a su vez es administrada por CAP S.A. A partir de 2015, pasa a ser una sociedad anónima deportiva, bajo la denominación de «Huachipato Sociedad Anónima Deportiva Profesional».
Huachipato posee tres títulos de Primera División, correspondientes a los torneos 1974, Clausura 2012, y 2023, siendo junto a Santiago Wanderers, el tercer equipo fuera de Santiago con más títulos, solo superado por Everton con 4 títulos y Cobreloa con 8 conquistas. Es, además, el único equipo de la Región del Biobío en conseguir ganar la máxima categoría del fútbol chileno. Registra además 1 título de Segunda División y 2 Campeonatos Regionales.
A nivel internacional, Huachipato ha participado 9 veces en torneos internacionales (3 veces la Copa Libertadores y 6 veces la Copa Sudamericana) siendo el segundo equipo fuera de Santiago con más participaciones internacionales, solo por detrás de Cobreloa con 18, ubicándose en el séptimo lugar a nivel nacional.
El club es local en el Estadio Huachipato-CAP Acero, ubicado en el sector Las Higueras de la comuna de Talcahuano, que posee una capacidad para 10 500 espectadores. Es uno de los pocos equipos chilenos que poseen un estadio propio.
Sus rivales tradicionales históricamente han sido Naval, con el cual protagoniza el Clásico Chorero, además de protagonizar clásicos regionales con los equipos de la ciudad de Concepción, principalmente Deportes Concepción y rivalidades de menor intensidad con Fernández Vial y Universidad de Concepción. De todos estos clásicos rivales, ninguno se enfrenta profesionalmente a Huachipato en la actualidad.

## Historia

### Fundación, época amateur y años en el Campeonato Regional (1947-1965)
Huachipato fue fundado el 7 de junio de 1947, por trabajadores del taller de estructuras del Departamento de Ingeniería de la Compañía Siderúrgica Huachipato, cuyo nombre que proviene del mapudungún y significa «trampa para cazar aves».
En 1950, Huachipato ingresó a la Asociación de Fútbol de Talcahuano, donde en su primera participación, bajo la dirección de Arturo Gutiérrez, consiguió su primer campeonato tras ganar la competición. Esto le permitió al cuadro siderúrgico ingresar en 1951 al Campeonato Regional de Concepción, disputando la división de ascenso.En 1952, alcanzó el tercer lugar, pero logró ascender de categoría, ya que el campeón, Naval B, era un equipo filial de Naval, que ya disputaba la serie de Honor, por lo que Huachipato obtuvo el cupo de ascenso.
En su primera participación en la primera categoría del Campeonato Regional de Concepción, Huachipato acabó en el sexto lugar. En 1956, entrenado por Sergio Cruzat, Huachipato sería por primera vez campeón regional. En 1964, el cuadro acerero consiguió el campeonato por segunda vez, de la mano del entrenador Luis Vera, tras derrotar en la penúltima fecha a Fernández Vial por 3-0. Esta conquista le daría a Huachipato su ingreso a fútbol profesional chileno, siendo, en 1965, aceptado en la Segunda División de Chile por la Asociación Central de Fútbol de Chile.

### Comienzos en el profesionalismo, Segunda División y ascenso a Primera División (1965-1967)
En el año 1965, Huachipato debuta en el fútbol profesional chileno, participando por primera vez en la Segunda División de Chile. El primer partido de Huachipato en el profesionalismo fue en calidad de visita ante Municipal de Santiago, con triunfo de 3-0 para el cuadro acerero, mientras que su estreno como local, jugando en Las Higueras de Talcahuano, fue ante el cuadro de Luis Cruz Martínez de Curicó, partido en que los negriazules se impusieron en su reducto por dos goles contra uno.
Al término del torneo de aquel año, Huachipato sería subcampeón del torneo, tras caer, en la última fecha del torneo, en condición de local ante Ferrobádminton por 0-1, finalizando su primera participación profesional en la segunda ubicación, con 46 puntos, a tres unidades de su oponente, que se quedaría con el campeonato, y con ello, el único cupo de ascenso.
En 1966, Huachipato conseguiría, por primera vez en su historia, tanto su ascenso a la primera división del fútbol chileno, como su primer título en el profesionalismo, tras coronarse campeón con 49 puntos. El cuadro acerero timbraría tempranamente tanto su ascenso, como la obtención del campeonato, en la fecha 28 tras superar por 2 goles a 0 a Iberia en el Estadio Municipal de Puente Alto, superando por siete puntos a su escolta, Coquimbo Unido, a dos fechas del final del torneo.
Huachipato, tras dos años en el profesionalismo, se convirtió en el primer equipo de la región del Biobío, en participar en la máxima categoría del futbol profesional chileno en toda la historia.

### Debut en Primera División (1967)
En 9 de abril de 1967, bajo la conducción técnica de Luis Vera, Huachipato debutaría en la máxima categoría, con un empate 1 a 1 ante Audax Italiano, jugado en el Estadio Nacional, siendo el primer gol acerero en Primera División en la historia anotado por Alfonso Sepúlveda.Por la segunda jornada, y por primera vez jugando en calidad de visitante, nuevamente en el Estadio Nacional, el equipo de la usina igualaría a 3 tantos con O'Higgins. Talcahuano y la Región del Biobío recibirían fútbol de Primera División por primera vez en la historia en la tercera fecha de aquel torneo, el 14 de abril de 1967, en el triunfo de Huachipato por 5 goles a 0 ante Unión San Felipe en Las Higueras, siendo este su primer triunfo en Primera División. El equipo se mantendría invicto hasta la sexta fecha, donde caería como local ante la Universidad de Chile en el Estadio Regional de Concepción por 2 goles a 0. Huachipato finalizaría su primera campaña en Primera División en el sexto lugar, con 36 unidades, siendo sus goleadores en aquella campaña debut Adolfo Olivares y Julián Noguera, con 10 goles cada uno.

### Estabilidad en Primera División (1968-1972)
En 1968, Huachipato enfrentó su segundo año en la máxima categoría, que para aquel año, cambiaría su formato de una ronda de todos-contra todos, por dos rondas, la primera ronda basada en criterio geográfico, donde Huachipato participó en la zona Provincial de 10 equipos y por una ronda de definición de campeonato, denominado Nacional (Fase Final). Huachipato alcanzaría el tercer lugar de la ronda Provincial, con 20 puntos, clasificando a la ronda Nacional, donde finalizaría en quinto lugar. Finalizado este torneo, Luis Vera dejaría la conducción del equipo siderúrgico tras 5 años en el cargo, asumiendo en su reemplazo Andrés Prieto.
Para 1969, volvería a ser modificado el formato de campeonato, ahora de tres rondas, donde los primeros cinco puestos del Torneo Provincial accederían al Torneo Nacional, y los tres primeros puestos de cada zona a la Liguilla Final por el campeonato. Huachipato sería nuevamente tercero en la fase Provincial, clasificando al Torneo Provincial, pero quedaría afuera de la Liguilla Final, al igualar en 21 puntos con Green Cross-Temuco, quedando cuarto ante la mejor diferencia de gol del elenco Araucano.
El torneo de 1970, mantendría su formato y Huachipato, por tercer año consecutivo, sería tercero en el Torneo Provincial, clasificando al Torneo Nacional, donde sería sexto con 19 puntos, sin lograr clasificar a la Liguilla Final. Prieto dejaría el cargo finalizada la temporada, asumiendo en su lugar Caupolicán Peña.
En el torneo de 1971, regresaría el formato de todos-contra-todos, y Huachipato tendría su peor campaña en Primera División hasta ese momento, acabando en el puesto número 12, estadísticamente a 4 puntos del descenso debido a mal desempeño en las fechas finales, pero sin peligro real de perder la categoría, habiendo matemáticamente alcanzado la permanencia fechas antes. El mal rendimiento de Huachipato sobre la recta final obligaría a la salida de Peña como entrenador del club tras solo un año en el cargo, asumiendo como técnico el anteriormente ayudante de campo de Prieto y exjefe de cadetes del club, Pedro Morales, que volvía a la institución tras 2 años.
El primer año de Morales como técnico en Huachipato fue en el torneo de 1972, levantando el rendimiento del equipo, alejándolo de la zona baja, pero quedando aún lejos de los puestos de avanzada, finalizando el torneo en el octavo puesto.

### Gira internacional y consolidación del equipo (1973)
Durante el torneo de 1973, dos hechos marcarían la campaña de Huachipato, que, hasta esas fechas, era superior a la del año anterior en juego y números, la gira a Centroamérica en agosto de 1973 de Huachipato y el golpe de Estado, que paralizaría el torneo nacional y que sorprendería a los acereros en Honduras, quedando los jugadores de Huachipato imposibilitados de retornar a Chile hasta fines de septiembre de aquel año.
El elenco acerero fue exitoso en su gira internacional, derrotando a Cartaginés (1-0) y Limón (3-1) en Costa Rica, a Marathon (2-0) y Vida (3-1) en Honduras y finalizando su gira enfrentando a la Selección de fútbol de Guatemala, ante quien Huachipato sufrió su única derrota en su gira (1-0). La camaradería que nació en el plantel de Huachipato, debido a la tensión del momento del país y la inesperadamente larga estadía en el extranjero, elevó el rendimiento y la confianza del elenco acerero, que tras su regreso a Chile, terminaría invicto en la recta final del torneo, lograría su mejor posición en Primera División hasta el momento, quedando en tercer lugar, y sería el único equipo en la temporada en lograr derrotar al eventual monarca, Unión Española, evitando que los hispanos obtuvieran un campeonato invicto, al vencerlos por 2-1 en Las Higueras con goles de Alberto Villar y Carlos Cáceres.

### Campeón de Primera División, nacimiento del "Campeón del Sur" (1974)
En el inicio del torneo de 1974, Huachipato mantendría el buen rendimiento de la recta final del torneo anterior, debutando con una contundente victoria por 3-0 como local en el Clásico del Gran Concepción ante Deportes Concepción, con doblete de Moisés Silva y un tanto de Carlos Cáceres. Pese a una caída ante Palestino por 2-1 en la segunda fecha que acabaría con su invicto del año anterior, el cuadro siderúrgico tendría una excelente campaña, con récords históricos para el cuadro acerero, manteniéndose invicto en calidad de local a lo largo del torneo, solo cediendo dos puntos en sus 17 partidos en calidad de local, ambos en empates sin goles ante Palestino y Lota Schwager, venciendo en los restantes 15 encuentros. De visitante, alcanzaría igualmente números históricos, con 9 victorias en calidad de forastero, su máximo histórico, destacándose victorias ante sus clásicos rivales Naval y Deportes Concepción, más una goleada por 4-1 ante Universidad de Chile, con tantos de Mario Salinas, Daniel Díaz y un doblete de Carlos Sintas, a la postre goleador del elenco acerero en aquel torneo.
El cuadro acerero disputaría la corona con Colo-Colo y Palestino durante la competición, y el alto rendimiento del equipo de la usina lo haría llegar como líder de la competición a 2 fechas del final del torneo, con 51 unidades, con ventaja ante Palestino, que tenía 49 puntos. El cuadro del acero tendría la chance de asegurar su primer campeonato de vencer a Rangers como visitante, dado el empate de Palestino ante Magallanes en dicha jornada, pero los acereros igualarían 2-2 en Talca, gracias a dos goles de Salinas, alargando la definición hasta la última fecha, donde Huachipato recibiría a Aviación en Las Higueras de Talcahuano, y Palestino visitaría a Unión La Calera.
El 2 de febrero de 1975, como local, y con su estadio lleno ante la expectación de que el título por primera vez quedara en manos de un elenco de la región del Biobío, Huachipato enfrentó a Aviación sabiendo que una victoria le aseguraría el campeonato, más allá de lo que hiciera Palestino en dicha jornada. En un encuentro tenso, dada la dificultad del cuadro local para vulnerar la defensa visitante y las noticias de la goleada del equipo árabe ante los cementeros, encuentro que acabaría con goleada de 8-1 para el cuadro de colonia, Huachipato lograría su primer título en la historia, tras el autogol de Óscar Ulloa de Aviación, al desviar involuntariamente un tiro libre de Moisés Silva a los 70 minutos de partido, lo que sería el único tanto del encuentro.
El agónico triunfo coronaria a Huachipato como campeón del torneo, siendo el primer equipo del Biobío, y del sur de Chile, en coronarse en la máxima categoría del futbol chileno, dotando al cuadro acerero con su sobrenombre de "Campeón del Sur". Asimismo, la conquista daría a Huachipato la primera clasificación a un torneo internacional en su historia, la Copa Libertadores 1975, accediendo como campeón del futbol chileno.

### Lo que vendría después
Para el torneo de 1978, Huachipato pierde la categoría regresando a Segunda División, en la cual permanecería hasta 1982, fecha en que pudo salir, tras ser promovido a la primera categoría (y a pesar de finalizar en la vigésima ubicación) junto a Santiago Wanderers y Green Cross al ser consideras las ciudades de Talcahuano, Valparaíso y Temuco como lugares de alta congregaciones y al tener estas 3 instituciones una gran afluencia de público. Huachipato se mantuvo sin problemas en la máxima categoría, logrando en el año de 1986 finalizar en la quinta ubicación, igualando en puntos con Cobresal (cuarto), por lo que participó en la Liguilla Pre-Libertadores. En el campeonato de 1990, Huachipato terminaría en la última ubicación, siendo relegado y logrando el ascenso al año siguiente, pero finalizando en la misma posición en 1992, retornando a la primera categoría el año 1995, logrando afianzarse hasta la fecha, en la máxima categoría del fútbol chileno. En esos años, el club tuvo destacados jugadores que han pasado, como Héctor Gustavo Gatti, Carlos Ortega, Manuel "colorín" Román, Roberto Cartes, Cristián Uribe, el colombiano Carlos Mina, el argentino Rubén Dundo, sus compatriotas Rubén Tanucci, Pedro González Pierella, Héctor Baillié y Sergio Bufarini (que jugó en el club, en la parte final de su carrera), el argentino Sergio Díaz, el también uruguayo de origen argentino Claudio Arturi, Rodrigo Rain, Horacio Del Valle, el uruguayo Andrés Scotti, su compatriota Miguel Caillava, el también uruguayo Carlos Barcos, Mario Zurita, Denis Montecinos, Mauricio Torrico y los uruguayos Marcelo Suárez y Luis Marcelo Durán entre otros.

### El nuevo milenio
Desde el término de la década de los 90, Huachipato se ha caracterizado por ser un club ordenado en el aspecto institucional y fundamentalmente por distinguirse como formador de jugadores de divisiones inferiores. Ejemplo de ello son importantes valores salidos de la cantera acerera como Roberto Cartes, Cristián Uribe, Rodrigo Rain, Cristián Reynero, Rodrigo Millar, Mario Salgado, Héctor Mancilla, Gonzalo Jara, Pedro Morales, Mauricio Arias, Nery Veloso, entre otros.
Dentro del ámbito deportivo, Huachipato logró alcanzar la instancia de semifinales en el Torneo de Apertura del año 2003, reeditando la campaña en el Apertura de 2004 y el de 2005. En el Clausura de 2005 logra avanzar hasta cuartos de final, consiguiendo arribar nuevamente a semifinales durante el Apertura de 2006, clasificando ese año a la Copa Sudamericana, donde sería eliminado en estrecha definición a penales por Colo-Colo, a la postre subcampeón del torneo. En el Apertura de 2007 logró ubicarse en la cuarta posición con 40 puntos, torneo disputado sin ronda de play-off, mientras que la última clasificación a esa instancia fue en el Clausura de 2008.

### Torneo Clausura 2012, segunda estrella tras 38 años (2012)
En el torneo Clausura de 2012 Huachipato clasificó a los playoffs en el sexto puesto, sumando 14 puntos en las últimas siete fechas, cuando se encontraba muy lejos de la postemporada. Su campaña final fue de 10 triunfos, 6 empates y 7 derrotas en 23 encuentros, con un rendimiento de 52,17%.
En cuartos de final elimina a un difícil Palestino, gracias a un empate 1-1 en el Estadio CAP y una victoria 2-1 en el Estadio Municipal de La Cisterna. En Semifinales elimina a Rangers de Talca, luego de triunfar 1-0 en el CAP y empatar 1-1 en el Estadio Fiscal de Talca.
Jugó la final contra Unión Española en una agónica definición. Los hispanos habían ganado 3-1 en el partido de ida jugado en el Estadio Santa Laura, en Santiago. El partido de vuelta se jugó en el Estadio CAP, en Talcahuano. En un partido que tuvo más emoción que fútbol, Huachipato logró quedarse con su segunda corona histórica y con el título del Clausura, luego de vencer por penales a Unión Española, en lo que fue una definición de infarto, y que permitió a los “Acereros” campeonar luego de 38 años.
A pesar de que los “Acereros” fueron los primeros en generarse jugadas de riesgo sobre el arco de Eduardo Lobos, fueron los hispanos quienes abrieron el marcador a los 30’, gracias a un disparo cruzado de Dagoberto Currimilla.
No obstante, Huachipato no se echó a morir y siguió buscando un resultado que les permitiera aún soñar, y lograron dar con la paridad del marcador a los 37’ tras un buen tiro libre de Daniel González, que contó con la complicidad del meta Eduardo Lobos.
Seis minutos más tarde, nuevamente el “Chucky” se matriculó con un gol, picándola ante la reacción de Lobos que no pudo evitar el gol.
La segunda mitad no cambió mucho pues los locales siguieron tratando de buscar la tercera diana que permitiera llevar la llave a los penales. Una lucha que tuvo su premio, cuando ya el duelo parecía que le daría la séptima corona a Unión Española, gracias a una jugada que finaliza el eterno Manuel Villalobos a los 88’.
Con ello, llegaron los penales. Huachipato anotó con Braian Rodríguez, César Cortés y Omar Merlo, errando por medio de Manuel Villalobos, Daniel González y Miguel Aceval. Unión Española, por su lado, marcó por medio de Emiliano Vecchio y Patricio Rubio y falló con Sebastián Jaime, Mauro Díaz, Eduardo Lobos y Braulio Leal.
La definición tuvo a un solo héroe: Nery Veloso. El joven portero fue el gran actor de la tanda, conteniendo en tres oportunidades, para poder dejar a Huachipato a su nueva corona, la que firmó Merlo para poner el 3-2 en esta definición.
Así, el equipo conocido por su apodo de "Campeón del Sur" cosechó su segundo título al repetir la corona de 1974. Un triunfo histórico para Huachipato, que bajó su segunda estrella a punta de ganas, de ímpetu y de esfuerzo.
Buena parte del mérito recae en el DT Jorge Pellicer, quien, hasta ese momento,  mantenía su récord de último DT chileno campeón, ya que el último campeonato ganado por un DT chileno fue el año 2005, con Universidad Católica dirigido también por Pellicer (récord roto por el entrenador de Colo-Colo Héctor Tapia, quien consiguió el título del Torneo de Clausura 2014 con el equipo popular).
Las grandes figuras fueron el portero Nery Veloso, el defensor Omar Merlo, los volantes Lorenzo Reyes, Daniel González y Gabriel Sandoval, y los delanteros César Cortés, Braian Rodríguez y Manuel Villalobos.
Así, el equipo acerero contra todo pronóstico terminó levantando la copa y clasificando para la Copa Libertadores 2013, en donde quedó encuadrado en un grupo compuesto por Fluminense, Caracas FC y Grêmio de Porto Alegre. Aunque Huachipato hizo una notable campaña de visitante, obteniendo 7 puntos en sus tres visitas (incluyendo un histórico 1-2 sobre Grêmio), su mal rendimiento como dueño de casa (1 punto en 3 partidos), lo dejó fuera de los octavos de final.
La Temporada 2013-2014
Luego de su participación en el Transición 2013, el equipo siderúrgico empezó una temporada de fracasos comenzando con una mala campaña en el Apertura 2013 que le valió quedar en el décimo octavo puesto con 3 victorias, 4 empates y 10 derrotas por lo que los acereros eran candidatos al descenso para el torneo siguiente en el que junto a Rangers de Talca, Audax Italiano, Unión La Calera y Everton de Viña del Mar debían pelear la permanencia en la Primera División para la siguiente temporada. Finalmente el descenso de Rangers de Talca le dejaba la oportunidad a Huachipato de quedarse en Primera División lo que logró luego de golear 6-0 a los cementeros. En la última fecha tras empatar 0-0 contra los ruleteros el empate entre la UC y los cementeros beneficio a Huachipato, a Unión La Calera y a Audax Italiano puesto que la pésima diferencia de gol del equipo viñamarino mando a este último a la Primera B.
Pero mientras el equipo de Talcahuano tenía una mala campaña, la Copa Chile 2013-14 se cruzó en el camino. Compartió el Grupo 2 donde había solo clubes de la VIII Región del Bíobío que eran Universidad de Concepción, Naval de Talcahuano y Lota Schwager, empezó ganándole 1-0 a Naval de Talcahuano, luego tuvo 3 tropiezos consecutivos debido a empates 1-1 (en Concepción y en Talcahuano) contra el Campanil, después empató sin goles contra Lota Schwager de local, después le volvió a ganar a los navalinos 1-0 pero de visita (el que es hasta la fecha el último Clásico Chorero) y finalmente empató nuevamente ante Lota Schwager esta vez 1-1 por lo que clasificó segundo de grupo detrás de la UdeC. En octavos se enfrentó a Deportes Concepción jugando los dos encuentros en el Estadio CAP debido a que el Estadio Municipal de Concepción estaba siendo demolido para ser posteriormente remodelado para la Copa América Chile 2015 empatando 0-0 en la ida y empatando 1-1 en la vuelta forzando una definición a penales.
Para los Acereros anotaron Lucas Simón, Claudio Muñoz, Gabriel Sandoval y Francisco Arrué, errando Omar Merlo (quien anotó el penal decisivo contra Unión Española en 2012) mientras que Los Lilas anotaron Edgar Melo, Carlos Salom y Cristian Nazarit errando por medio de Miguel Ayala y Jorge Aquino.
En Cuartos se enfrentó a Deportes Temuco a quien vapuleó en la ida 4-0 y venció en la vuelta 2-0.
En Semifinales se enfrentó a una difícil Universidad Católica a quien venció 1-0 en el CAP y luego logró un histórico triunfo en el Estadio San Carlos de Apoquindo al ganar 1-2 para clasificar a su primera final de Copa Chile.
Ya en la final disputada en el Estadio Monumental de Santiago (propiedad de Colo-Colo quien quedó eliminado contra San Luis de Quillota) enfrentó a Deportes Iquique (quienes buscaban una alegría para su ciudad, que había sufrido un terremoto días antes de la final) la que lamentablemente a pesar del esfuerzo del equipo acerero perdieron 1-3, quedándose con las manos vacías y de paso perdiendo el título que les faltaba (ya habían conseguido la Segunda División de Chile 1966 y los dos campeonatos de Primera División de Chile 1974 y el Torneo Clausura 2012).

### Transformación en sociedad anónima deportiva (2014-2015)
En junio de 2014, la Corporación Club Deportivo Huachipato anuncia que el fútbol profesional y el fútbol joven pasan a formar parte de una sociedad anónima deportiva (SADP), la cual será controlada por el empresario Victoriano Cerda y que comenzó a hacerse cargo del club a partir de ese mismo mes de junio. El club deportivo anuncia, asimismo, que la formalización completa del traspaso del fútbol se produciría en noviembre de 2014. Una de las primeras medidas que adoptan los nuevos dirigentes que se hacen cargo del club es promover los valores jóvenes de la cantera y darles cabida en el primer equipo, para lo cual se profesionaliza a 8 jugadores juveniles, con lo que 14 de los 28 jugadores que conforman el plantel profesional del campeonato de apertura 2014-2015 pasan a tener menos de 23 años y, de ellos, 9 son menores de 20 años.
Copa Sudamericana 2014
Tras fracasar en el intento de ganar la Copa Chile el equipo siderúrgico participó en la Copa Sudamericana 2014 (como Chile 4 después de perder la final) donde se enfrentó primero a San José de Oruro de Bolivia ganado en Talcahuano 3-1 y en Bolivia ganó 3-2 ganando 6-3 en el marcador global luego en segunda fase se enfrentó a Universidad Católica de Ecuador ganando 2-0 en casa pero pierde 1-0 en Quito; aun así le alcanza para llegar a octavos, donde lamentablemente cae ante Sao Paulo de Brasil por 4-2 global (1-0 en Brasil y 3-2 en Talcahuano).
Copa Sudamericana 2015
Huachipato FC clasifica a Copa Sudamericana 2015 como Ganador de la Liguilla Pre-Sudamericana Clausura 2015, quedando eliminado en Primera Fase ante el Club Olimpia de Paraguay.
Copa Sudamericana 2020
Huachipato FC clasifica a la Copa Sudamericana 2020 al haber terminado en el sexto lugar en el Campeonato de Primera División de Chile 2019. En la Primera fase de la Copa Sudamericana 2020 vence al Club Deportivo Pasto de Colombia en el partido de ida y en el de vuelta, en ambos encuentros por 1-0. En la Segunda fase de la Copa Sudamericana 2020 queda eliminado al caer ante de Fénix de Uruguay por 3-1 en el partido de ida y empatar 1-1 en el partido de vuelta.
Copa Sudamericana 2021
Huachipato FC clasifica a la Copa Sudamericana 2021 al haber terminado en el octavo lugar en el Campeonato de Primera División de Chile 2020. En la Primera fase de la Copa Sudamericana 2021 (Fase Preliminar) vence al Club Deportes Antofagasta, al vencerlo en los cotejos de ida y vuelta por 1-0 y 3-0. En la fase de grupos, resulta sorteado en el Grupo A, teniendo una muy destacada participación y terminando segundo en dicha clasificación por detrás de Rosario Central de Argentina y por delante de San Lorenzo de Argentina y de 12 de Octubre de Paraguay.
En paralelo a la excelente campaña que desarrollaba en la Copa Sudamericana, el equipo desarrollaba una mala campaña en el Campeonato de Primera División de Chile 2021 que le valió quedar en el penúltimo lugar y por cual los acereros quedaban directamente descendidos para el torneo siguiente. Sin embargo, el 4 de diciembre y un día antes de que terminara el campeonato, el Club Universidad de Chile, quien estaba peligrando de quedar en zona de promoción, ingresó en la Primera Sala del Tribunal de Disciplina una denuncia en contra de Deportes Melipilla, por diversas irregularidades administrativas. Luego, otros nueve clubes se sumaron a la denuncia de la U contra Melipilla, logrando que el dicho órgano jurisdiccional suspendiera los duelos de la promoción ante las denuncias.
Luego de varias semanas de investigación, el Tribunal de disciplina decidió expulsar a Deportes Melipilla del fútbol profesional tras encontrar una serie de irregularidades en la documentación que tenía relación a los contratos del primer equipo. Luego de apelar, la Segunda Sala del Tribunal de Disciplina revocó la expulsión de Melipilla, pero determina una pérdida de puntos que lo dejó descendido directamente a la Primera B, lo que permitió que Huachipato disputará la liguilla de ascenso ante el Club de Deportes Copiapó. Los encuentros fueron programados para el sábado 22, a las 18 horas, en el estadio Luis Valenzuela Hermosilla, y el miércoles 26, a las 19 horas, en el Huachipato - CAP Acero, de Talcahuano. Huachipato ganó por 4 - 2 en el marcador global, permaneciendo en Primera División.

### Campeonato Primera División 2023, mejor rendimiento histórico y tercera estrella (2023)
El año 2023, Huachipato empezó con una primera rueda muy buena con 9 victorias, 2 empates y 4 derrotas. En la segunda rueda tuvo muchos altibajos con Cobresal y Colo-Colo, teniendo 8 victorias, 4 empates y 3 derrotas en la segunda rueda. Luego de una muy buena racha con 7 partidos sin perder, incluido la penúltima fecha donde ganó agónicamente a Ñublense, Huachipato, tras 11 años desde su última corona, llegó con chances de campeonar estando 2 puntos abajo del líder Cobresal. Se enfrenta en la última fecha contra Audax Italiano en el Estadio Huachipato-CAP Acero logrando ganar por 2-0 y como Cobresal fue derrotado por Unión Española en simultaneo, se consagró por tercera vez campeón del fútbol chileno.
Copa Libertadores 2024
Huachipato clasifica a Copa Libertadores 2024 al haber resultado Campeón de la Primera División de Chile 2023. En fase de grupos resultó sorteado en el Grupo C, junto a Grêmio de Brasil, Estudiantes (LP) de Argentina y The Strongest de Bolivia.

## Escudo
El escudo de Huachipato consiste en una insignia con franjas azules y negras, siendo estos los colores del club. Dentro del escudo se ubica una rodela blanca con tres astroides de colores amarillo, rojo y azul, respectivamente. Esta rodela es idéntica al logo de los Pittsburgh Steelers de la NFL, y ambos están basados en un antiguo logotipo de la U.S. Steel, empresa productora de acero, compartiendo ambas instituciones origen siderúrgico. Los colores de los astroides del logo de Huachipato representan el carbón incandescente (amarillo), el mineral ferroso (rojo) y el acero y hierro (azul).
|                               |
| Primer escudo, usado en 1963. |

|                                              |
| Segundo escudo, usado desde 1964 hasta 1967. |

|                                             |
| Tercer escudo, usado desde 1967 hasta 2017. |

|                                           |
| Cuarto y actual escudo, usado desde 2017. |

## Uniforme
En sus comienzos Huachipato utilizó una camiseta de color gris. Luego utilizó un uniforme similar a la selección chilena, con colores rojo, azul y blanco. Cuando el club ascendió por primera vez a Primera División en 1967, adoptó la camiseta azul y negra del Inter de Milán. Entre los años 1975 y 1976, a la clásica camiseta negriazul se le añadieron franjas blancas.
| Primer | ver evolución | Actual |

## Estadio

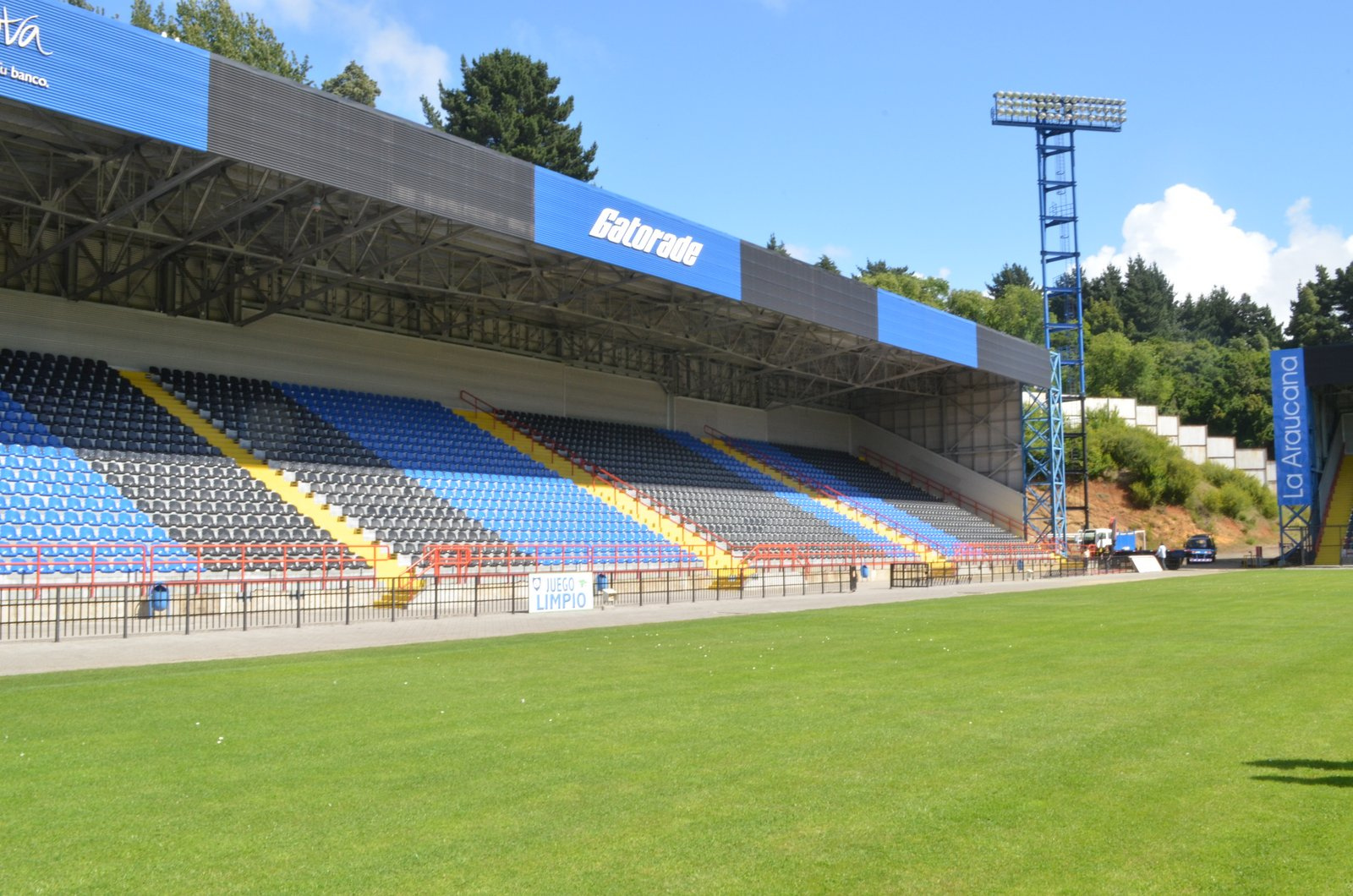
Vista del Estadio Huachipato-CAP Acero.

Huachipato es local en el Estadio Huachipato-CAP Acero (originalmente nombrado Estadio CAP, hasta 2015), construido íntegramente de acero, ubicado en el sector Las Higueras de la ciudad portuaria de Talcahuano, Chile, construido en el mismo terreno del antiguo Estadio Las Higueras. La capacidad del estadio es de 10 500 espectadores.
La inauguración no oficial (experimental) del Huachipato-CAP Acero se dio el 27 de septiembre de 2009, en el duelo en que Huachipato perdió 2 a 1 frente a Everton, válido por la duodécima fecha del Clausura 2009.
La inauguración oficial del Huachipato-CAP Acero se realizó el 4 de noviembre de 2009, en un partido amistoso entre la selección chilena y la selección de Paraguay, terminando el encuentro con el marcador de 2 a 1 a favor de Chile.
El primer gol oficial en el Huachipato-CAP Acero fue anotado por Jaime Riveros de Everton, mediante tiro libre, mientras que el primer gol de Huachipato fue anotado por Leonardo Monje mediante lanzamiento penal. 
El primer triunfo de Huachipato como local en el Huachipato-CAP Acero ocurrió el 8 de noviembre de 2009, por la última fecha del Clausura 2009, al derrotar Huachipato a Universidad de Chile por 1 a 0, con gol de Luis Ignacio Quinteros.
Huachipato celebró su primer título en el Huachipato CAP-Acero, el 9 de diciembre de 2012, tras derrotar por 3 a 2 en lanzamientos penales a Unión Española en la final del Clausura 2012 para coronarse campeón por segunda vez en su historia.
El cuadro acerero volvería a coronarse campeón en su estadio el 8 de diciembre de 2023, al vencer por 2 a 0 a Audax Italiano en la última fecha del torneo 2023, obteniendo su tercera corona de la máxima categoría.
El primer partido internacional de Huachipato en el Huachipato CAP-Acero ocurrió el 20 de febrero de 2013, por la fase de grupos de la Copa Libertadores 2013, en el duelo que Huachipato perdió por 3 a 1 frente a Caracas de Venezuela. Su primera victoria internacional en su estadio llegaría el 19 de agosto de 2014, en el partido de ida de la primera fase de la Copa Sudamericana 2014, al derrotar a San José de Bolivia por 3 a 1 en Talcahuano.
Antiguamente, Huachipato era local en el Estadio Las Higueras, que se encontraba ubicado en el mismo lugar y terreno donde está construido actualmente el Huachipato-CAP Acero. Las Higueras fue construido en 1960 y en el se disputaron los partidos que Huachipato jugó en calidad de local entre los años 1961 y 2008. 
Huachipato conquistó su primer título en su historia en Las Higueras, tras el partido válido por la última fecha de la Primera División 1974, donde la escuadra siderúrgica derrotó como local a Deportes Aviación por 1 a 0, con autogol de Óscar Ulloa, dándole el campeonato a Huachipato.
Durante su existencia, Las Higueras no acogió partidos de carácter internacional, ya que en la Copa Libertadores 1975, primera clasificación de Huachipato a un torneo continental, Huachipato disputó sus tres partidos de local en el Estadio Municipal de Concepción y en la Copa Sudamericana 2006, también disputaría su único partido como local en Collao.
El 19 de julio de 2008, tras el término del partido entre Huachipato y la Universidad de Concepción, con empate 1 a 1 válido por la quinta fecha del Clausura 2008, Las Higueras fue cerrado, y posteriormente durante 2008, demolido para dar lugar construcción del actual estadio acerero.
El último gol oficial en Las Higueras fue anotado por Roberto Órdenes de la Universidad de Concepción, mediante lanzamiento penal, mientras que el último gol de Huachipato en Las Higueras, fue anotado por Leonardo Monje.

## Datos del club
- Temporadas en 1ª: 51 (1967-1978; 1983-1990; 1992; 1995-).
- Temporadas en 1ªB: 9 (1965-1966; 1979-1982; 1991; 1993-1994).
- Mejor puesto en Primera División: 1.º (1974, Clausura 2012, 2023).
- Peor puesto en Primera División: 17.º (1978).
- Mejor puesto en Segunda División: 1.º (1966).
- Peor puesto en Segunda División: 20.º (1982).
- Participaciones en Liguilla Pre-Libertadores: 5 (1975-1986-2001-2010-2014).
- Mejor participación en Copa Chile: Subcampeón (2013).
- Peor participación en Copa Chile: 5.ª Fase Nacional (2009).
- Mayor goleada conseguida:
  - En Primera División: 6-0 a Aviación en 1975 y 6-0 a La Calera en 2014.
  - En Segunda División: 8-1 a Colchagua en 1966.
  - En Copa Chile: 12-0 a Presidente Ibáñez de Punta Arenas en 2024.
  - En Campeonatos Internacionales: 4-0 a Jorge Wilstermann de Bolivia en 1975 y 4-0 a Caracas de Venezuela en 2013.
- Mayor goleada recibida:
  - En Primera División: 0-7 de Palestino en 1978.
  - En Segunda División: 0-4 de Magallanes en 1979, 0-4 de Cobresal en 1981, 0-4 de Antofagasta y de Ferroviarios en 1982.
  - En Copa Chile: 0-4 de Provincial Osorno en 1989 y 0-4 de Unión Española en 1990.
  - En Campeonatos Internacionales: 2-7 de Unión Española en 1975, 0-5 de Rosario Central en 2021 y 1-6 de Racing Club en 2024.
- Participaciones Internacionales:
  - Copa Libertadores de América (3): 1975, 2013, 2024.
    - Mejor participación en Copa Libertadores de América: Fase de grupos (1975) (2013) (2024).

  - Copa Sudamericana (6): 2006, 2014, 2015, 2020, 2021, 2024.
    - Mejor participación en Copa Sudamericana: Octavos de final (2014), (2024).
    - Peor participación en Copa Sudamericana: Fase Preliminar (2006) (2015).
- Máximo de partidos ganados consecutivamente: 9 (1974).
- Puesto histórico Primera División de Chile: 10.º.
- Máximo goleador histórico: Héctor Mancilla: 72 goles.
- Jugador con más partidos disputados: Gabriel Sandoval: 329 partidos (2002-2014).
- Jugador extranjero con más partidos disputados: Omar Merlo: 207 partidos (2012-2017).
- Jugador con más partidos internacionales disputados: Cris Martínez (2020, 2021, 2024, 2024): 20 partidos.
- Jugador con más goles anotados en partidos internacionales: Cris Martínez (2021, 2024, 2024):  6 goles.
- Arquero con más minutos consecutivos sin recibir goles: Carlos Lampe: 463 minutos (2018).

## Jugadores

### Plantilla 2025
- Por disposición de la Asociación Nacional de Fútbol Profesional (ANFP), los equipos chilenos en la Liga de Primera están limitados a tener en su plantel un máximo de seis futbolistas extranjeros, más un juvenil extranjero inscrito en el fútbol formativo desde el año 2023, pero:
  - Cris Martínez posee la doble nacionalidad paraguaya y chilena.
  - Renzo Malanca pertenece al registro del fútbol joven.
- Por disposición de la ANFP, el número de las camisetas no puede sobrepasar al número de jugadores inscritos.
- Por disposición de la ANFP, el plantel debe utilizar al menos 1890 minutos a juveniles chilenos nacidos a partir del 1 de enero de 2004.

### Altas 2025
| Jugador               | Posición      | Procedencia          | Tipo            |
| --------------------- | ------------- | -------------------- | --------------- |
| Rodrigo Odriozola     | Portero       | Racing de Montevideo | Libre           |
| Zacarías López        | Portero       | Deportes Antofagasta | Fin de préstamo |
| Guillermo Guaiquil    | Defensa       | San Antonio Unido    | Fin de préstamo |
| Rafael Caroca         | Mediocampista | Ñublense             | Libre           |
| Brayan Garrido        | Mediocampista | Santiago Wanderers   | Libre           |
| Lionel Altamirano     | Delantero     | Deportes La Serena   | Traspaso        |
| Óscar Ortega          | Delantero     | Santiago Morning     | Libre           |
| Juan Ignacio Figueroa | Delantero     | Deportes La Serena   | Fin de préstamo |
| Claudio Torres        | Delantero     | Deportes La Serena   | Fin de préstamo |
| César Huanca          | Delantero     | Unión San Felipe     | Fin de préstamo |

### Bajas 2025
| Jugador               | Posición      | Destino              | Tipo            |
| --------------------- | ------------- | -------------------- | --------------- |
| Fabián Cerda          | Portero       | Deportes La Serena   | Libre           |
| José Tomás Martínez   | Portero       | Comunal Cabrero      | Libre           |
| Martín Parra          | Portero       | Unión Española       | Préstamo        |
| Imanol González       | Defensa       | Deportivo Maipú      | Fin de préstamo |
| Gonzalo Montes        | Mediocampista | Universidad de Chile | Traspaso        |
| Brayan Palmezano      | Mediocampista | Atromitos            | Libre           |
| Franco Vega           | Mediocampista | Vélez Sarsfield      | Fin de préstamo |
| Sebastián Sáez        | Delantero     | Unión La Calera      | Libre           |
| Maximiliano Rodríguez | Delantero     | Platense             | Préstamo        |
| Thiago Vecino         | Delantero     | Vélez Sarsfield      | Fin de préstamo |

### Distinciones individuales

#### Goleador Copa Sudamericana
| Jugador        | Goles | Torneo |
| -------------- | ----- | ------ |
| Andrés Vilches | 5     | 2014   |

#### Goleador Primera División
| Jugador         | Goles | Torneo  |
| --------------- | ----- | ------- |
| Héctor Mancilla | 13    | 2005-AP |

#### Goleadores Copa Chile
| Jugador          | Goles | Torneo |
| ---------------- | ----- | ------ |
| Gamadiel García  | 4     | 2008   |
| Matías Jara      | 9     | 2010   |
| Paolo Frangipane | 7     | 2011   |
| Jorge Ortega     | 6     | 2017   |
| Julián Brea      | 6     | 2024   |

## Entrenadores

### Cronología
Los entrenadores interinos aparecen en cursiva.
- Arturo Gutiérrez (1949-1951)
- Gastón Osbén (1950)
- Teodoro Contreras (1951)
- Félix Caballero (1952-1953)
- Nestór Madariaga (1954-1955)
- Sergio Cruzat (1956-1959)
- Nestór Madariaga (1959-1960)
- José Luis Boffi (1961)
- Amadeo Silva (1962)
- Luis Vera (1963-1968)
- Andrés Prieto (1969-1970)
- Caupolicán Peña (1971)
- Pedro Morales (1972-1975)
- Miguel Ángel Ruiz (1975)
- Armando Tobar (1975)
- Salvador Biondi (1976)
- Alberto Fouilloux (1977-1978)
- Armando Tobar (1978)
- Luis Vera (1979-1982)
- Francisco Hormazábal (1983-1984)
- Luis Ibarra (1984)
- Luis Santibáñez (1985)
- Luis Vera (1985)
- Antonio Vargas (1985-1986)
- Luis Vera (1986-1987)
- Nelson Gatica (1987)
- Manfredo González (1987-1989)
- Juan Carlos Gangas (1990)
- Germán Cornejo (1991)
- Manuel Keosseian (1992)
- Carlos Felipe Pedemonte (1992)
- Rolando García (1992-1995)
- Andrija Percic (1995-1999)
- Carlos Felipe Pedemonte (2000)
- Yuri Fernández (2000)
- Jorge Solari (2000)
- Oscar Garré (2001-2003)
- Arturo Salah (2004-2007)
- Antonio Zaracho (2007-2008)
- Carlos Felipe Pedemonte (2008)
- Fernando Vergara  (2008-2009)
- Pedro García (2009)
- Arturo Salah (2010-2011)
- Alejandro Padilla (2011)
- Jorge Pellicer (2011-2013)
- Mario Salas (2014)
- Hugo Vilches (2015)
- Miguel Ponce (2016-2017)
- César Vigevani (2017)
- Nicolás Larcamón (2018-2019)
- Gustavo Florentín (2019-2021)
- Juan José Luvera (2021)
- Mario Salas (2021-2022)
- Gustavo Álvarez (2023)
- Javier Sanguinetti (2024)
- Francisco Troncoso (2024)
- Igor Oca (2024)
- Jaime García (2025-)

## Presidentes
| Club Deportivo Huachipato - 1947-1948: Raúl Gillet Leliva - 1948-1954: Eduardo Figueroa Geisse - 1954-1960: Renato Orellana Lillo - 1960-1969: Sergio Pérez Escobillana - 1969-1971: Reinaldo Valle Solari - 1971-1974: Luis Muñoz Melo - 1974-1976: Waldo Muñoz Sepúlveda - 1976-1978: Graciano Arretx Gutiérrez - 1978-1980: Juan Gallardo Águila - 1980-1983: Jorge Féres Elfenbein - 1983-1988: Mario Pinto Gajardo - 1988-1994: Eugenio Bello Ceballos - 1994-2001: Daniel González Correa - 2001-2004: Bernardino Henríquez - 2004-2007: Franklin Camus Gardella - 2007-2015: Arturo Aguayo Ríos | Huachipato SADP - 2015-2024: Victoriano Cerda - 2024-: Hernán Rosenblum |

## Palmarés

### Torneos locales
| Competición                              | Títulos    | Subcampeonatos |
| ---------------------------------------- | ---------- | -------------- |
| Asociación de Fútbol de Talcahuano (1/0) | 1950       |                |
| Campeonato Regional de Fútbol (2/1)      | 1956, 1964 | 1955           |

### Torneos nacionales
| Competición                                                  | Títulos             | Subcampeonatos   |
| ------------------------------------------------------------ | ------------------- | ---------------- |
| Primera División de Chile (3/0)                              | 1974, C-2012, 2023. |                  |
| Copa Chile (0/1)                                             |                     | 2013-14          |
| Supercopa de Chile (0/1)                                     |                     | 2024             |
| Segunda División de Chile (1/3)                              | 1966                | 1965, 1991, 1994 |
| Campeonato de Apertura de la Segunda División de Chile (2/0) | 1979, 1983          |                  |
| Copa de Invierno (0/1)                                       |                     | 1989             |

### Fútbol Joven
| Competición              | Títulos              | Subcampeonatos         |
| ------------------------ | -------------------- | ---------------------- |
| Sub-21 (1/0)             | C-2022               |                        |
| Sub-19 (3/2)             | C-2007, A-2015, 2022 | 2006, A-2007           |
| Sub-18 (0/1)             |                      | C-2011                 |
| Sub-17 (2/3)             | 2004, C-2008         | C-2007, A-2016, C-2022 |
| Sub-16 (0/2)             |                      | 2003, 2004             |
| Sub-14 (1/0)             | 2024                 |                        |
| Sub-13 (sur) (1/0)       | 2017                 |                        |
| Copa Futuro Sub-15 (0/1) |                      | 2025                   |

### Rama femenina
| Competición     | Títulos    | Subcampeonatos |
| --------------- | ---------- | -------------- |
| Primera B (2/0) | 2021, 2024 |                |